# Heteragrion bickorum
Heteragrion bickorum – gatunek ważki z rodziny Heteragrionidae. Występuje na terenie Ameryki Południowej.